# Station Merelbeke
Station Merelbeke is een spoorwegstation op de lijn spoorlijn 50 (Brussel - Aalst - Gent). Hoewel de naam anders doet vermoeden bevindt station Merelbeke zich op Gents grondgebied (deelgemeente Gentbrugge), weliswaar tegen de grens met Merelbeke aan. Een deel van de perrons ligt zelfs op het grondgebied van Melle, deel van Merelbeke-Melle. Een zonebiljet van Gent geldt er niettemin niet.
Het huidige stationsgebouw dateert uit de jaren 1950 en verving een eerder gebouw uit de 19e eeuw dat vrij goed op het station Wondelgem leek.
Het station ligt vlak naast een groot depot waar treinen gestald stonden als ze niet in dienst zijn. Dit depot is sinds 26 oktober 2018 buiten dienst.
Van 2009 tot 2013 werden de sporen herschikt om de doorstroming van de treinen te verbeteren. Tegelijk werden ook de perrons verhoogd en vernieuwd. Sindsdien is het station integraal toegankelijk.
Sinds 28 juni 2013 zijn de loketten van dit station gesloten en is het een stopplaats geworden.

## Fotogalerij

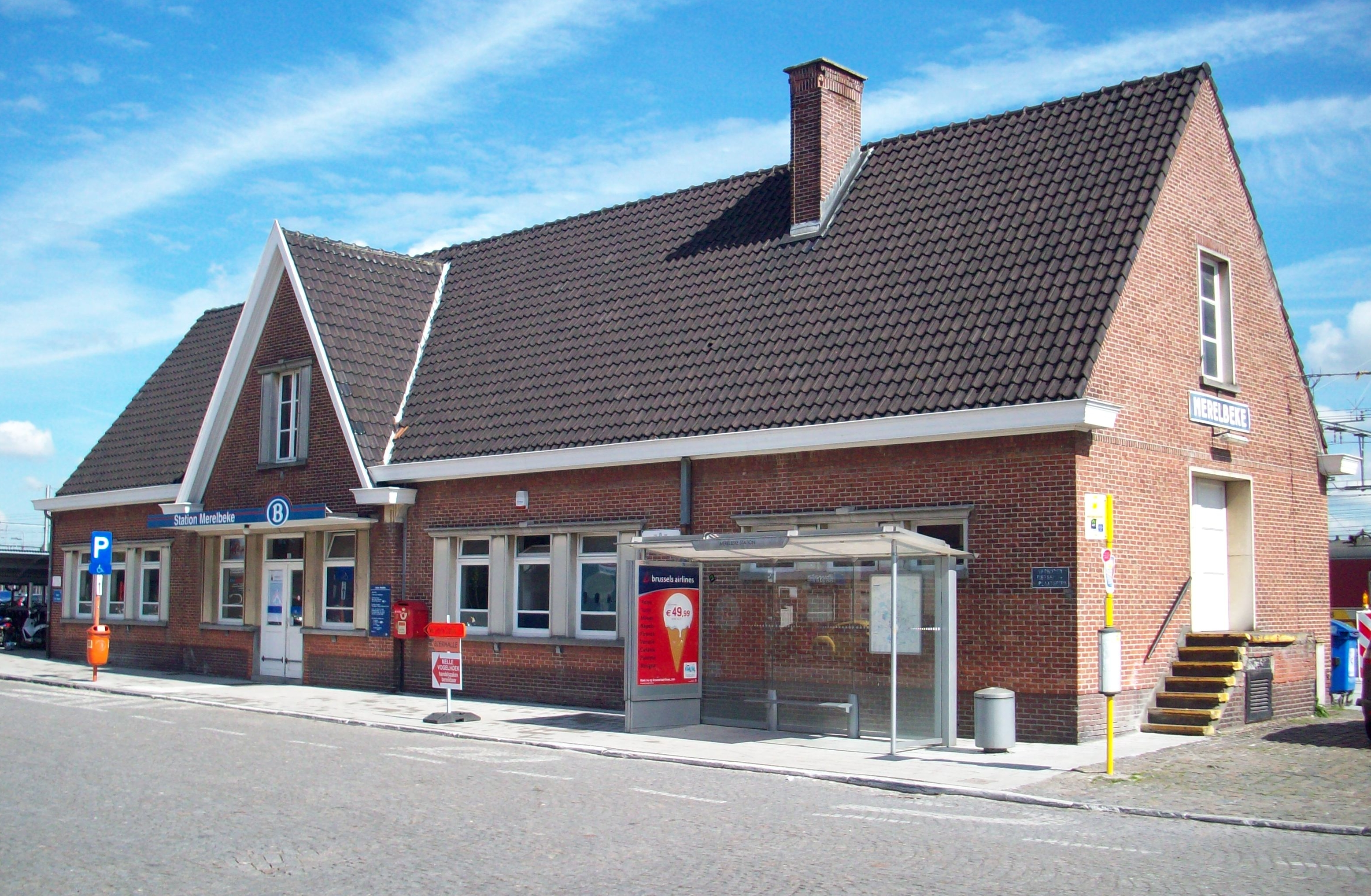
Stationsgebouw van Merelbeke
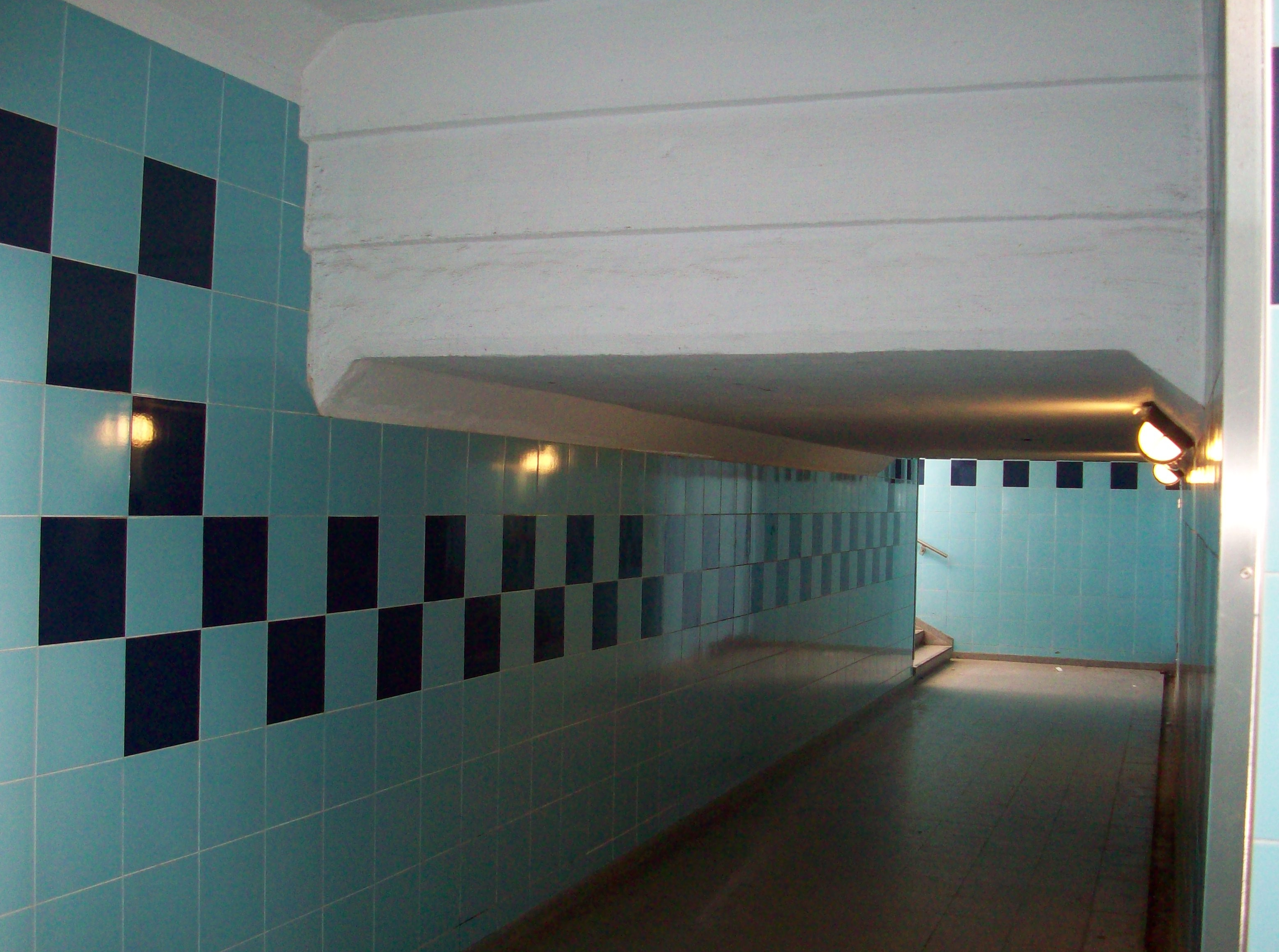
Verbindingsgang onder de sporen
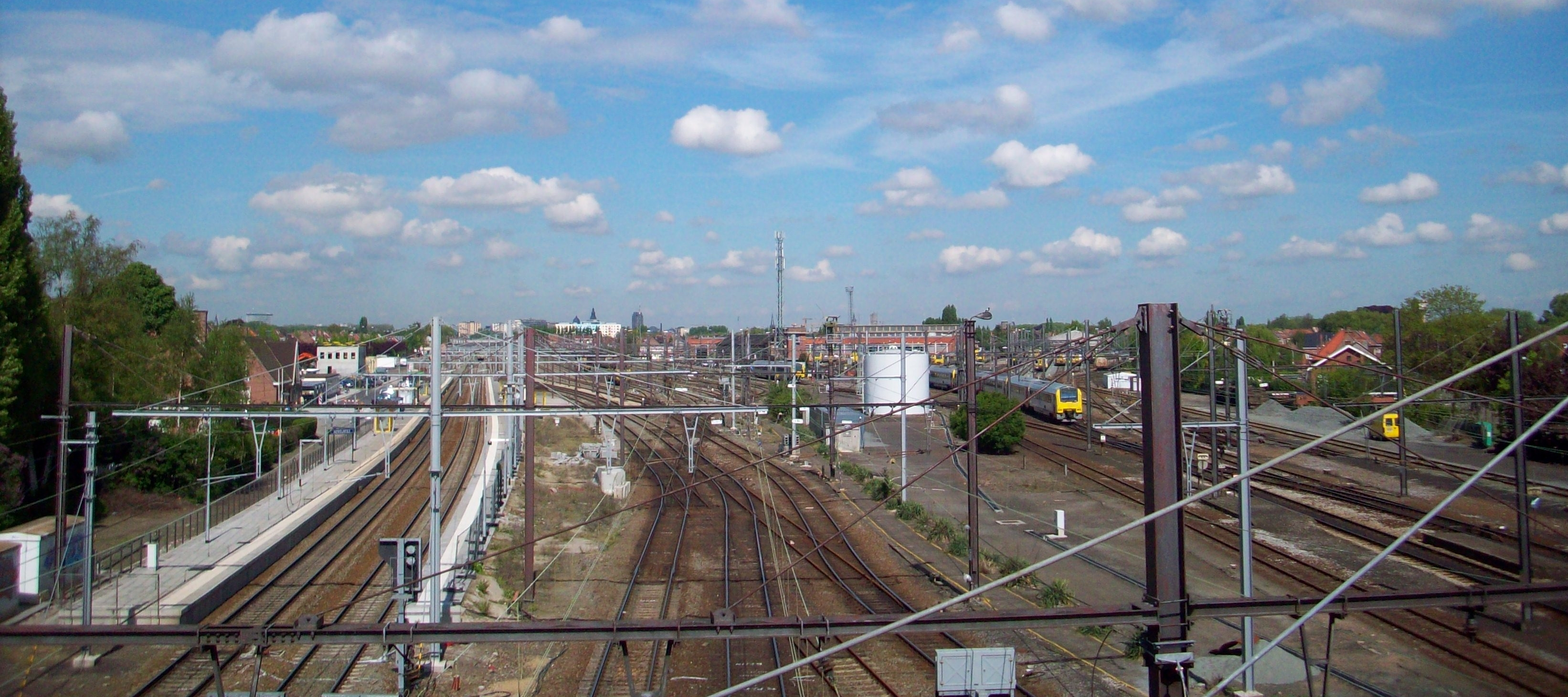
Overzichtsfoto genomen vanop de voorlopige voetgangersbrug: links Station Merelbeke (2 perrons), rechts het depot

## Treindienst
| Serie       | Treinsoort          | Route | Bijzonderheden |
| ----------- | ------------------- | --- | --- |
| IC 20       | Intercity (NMBS)    | Gent-Sint-Pieters – Merelbeke – Aalst – Brussel-Zuid – [ Hasselt – Tongeren ] / [ Dendermonde – Lokeren ]   | Rijdt in het weekend Gent-Sint-Pieters - Lokeren.                                                                                                |
| L 550       | L-trein (NMBS)      | Mechelen – Dendermonde – Merelbeke – Gent-Sint-Pieters – Brugge – [ Zeebrugge-Strand ] / [ Zeebrugge-Dorp ] | Rijdt in het weekend tussen Zeebrugge-Strand - Gent-Sint-Pieters. Rijdt enkel in juli en augustus in de week tussen Zeebrugge-Strand - Mechelen. |
| S 52        | S-trein Gent (NMBS) | Gent-Sint-Pieters – Merelbeke – Zottegem – Geraardsbergen                                                   | |
| P 7010/8010 | Piekuurtrein (NMBS) | Gent-Sint-Pieters – Merelbeke – Aalst – Brussel-Zuid – Schaarbeek                                           | Rijdt alleen op werkdagen. |
| P 7013/8013 | Piekuurtrein (NMBS) | Sint-Niklaas – Gent-Dampoort – Merelbeke – Brussel-Zuid – Schaarbeek                                        | Rijdt alleen op werkdagen. |
| P 7960/8960 | Piekuurtrein (NMBS) | Geraardsbergen – Zottegem – Merelbeke – Gent-Sint-Pieters                                                   | Rijdt alleen op werkdagen. |
| P 7970/8970 | Piekuurtrein (NMBS) | Geraardsbergen – Denderleeuw – Merelbeke – Gent-Sint-Pieters                                                | Rijdt alleen op werkdagen. |
| P 8890      | Piekuurtrein (NMBS) | Poperinge – Ieper – Kortrijk – Gent-Sint-Pieters – Merelbeke – Mechelen – Leuven – Sint-Joris-Weert         | Een trein op zondagavond. |

## Reizigerstellingen
De grafiek en tabel geven het gemiddeld aantal instappende reizigers weer op een week-, zater- en zondag.
| Tabel: aantal instappende reizigers station Merelbeke | Tabel: aantal instappende reizigers station Merelbeke | Tabel: aantal instappende reizigers station Merelbeke | Tabel: aantal instappende reizigers station Merelbeke |
|                                                       | Weekdag                                               | Zaterdag                                              | Zondag                                                |
| ----------------------------------------------------- | ----------------------------------------------------- | ----------------------------------------------------- | ----------------------------------------------------- |
| 1977                                                  | 951                                                   | 200                                                   | 140                                                   |
| 1978                                                  | 865                                                   | 199                                                   | 167                                                   |
| 1979                                                  | 1 042                                                 | 198                                                   | 179                                                   |
| 1980                                                  | 1 043                                                 | 176                                                   | 162                                                   |
| 1981                                                  | 1 030                                                 | 191                                                   | 142                                                   |
| 1982                                                  | 1 193                                                 | 198                                                   | 142                                                   |
| 1983                                                  | 1 053                                                 | 185                                                   | 104                                                   |
| 1984                                                  | 1 155                                                 | 157                                                   | 120                                                   |
| 1985                                                  | 1 090                                                 | 193                                                   | 137                                                   |
| 1986                                                  | 916                                                   | 135                                                   | 89                                                    |
| 1987                                                  | 974                                                   | 161                                                   | 121                                                   |
| 1988                                                  | 989                                                   | 161                                                   | 126                                                   |
| 1989                                                  | 1 038                                                 | 119                                                   | 123                                                   |
| 1990                                                  | 118                                                   | 184                                                   | 87                                                    |
| 1991                                                  | 1 109                                                 | 165                                                   | 193                                                   |
| 1992                                                  | 1 101                                                 | 177                                                   | 153                                                   |
| 1993                                                  | 945                                                   | 142                                                   | 112                                                   |
| 1994                                                  | 941                                                   | 180                                                   | 77                                                    |
| 1995                                                  | 791                                                   | 120                                                   | 96                                                    |
| 1996                                                  | 903                                                   | 167                                                   | 145                                                   |
| 1997                                                  | 1 028                                                 | 139                                                   | 107                                                   |
| 1998                                                  | 952                                                   | 142                                                   | 160                                                   |
| 1999                                                  | 1 174                                                 | 218                                                   | 127                                                   |
| 2000                                                  | 846                                                   | 128                                                   | 114                                                   |
| 2001                                                  | 876                                                   | 136                                                   | 131                                                   |
| 2002                                                  | 885                                                   | 98                                                    | 101                                                   |
| 2003                                                  | 927                                                   | 160                                                   | 126                                                   |
| 2004                                                  | 755                                                   | 148                                                   | 90                                                    |
| 2005                                                  | 856                                                   | 161                                                   | 138                                                   |
| 2006                                                  | 1 023                                                 | 199                                                   | 179                                                   |
| 2007                                                  | 1 046                                                 | 170                                                   | 164                                                   |
| 2008                                                  | -                                                     | -                                                     | -                                                     |
| 2009                                                  | 850                                                   | 170                                                   | 150                                                   |
| 2010                                                  | -                                                     | -                                                     | -                                                     |
| 2011                                                  | -                                                     | -                                                     | -                                                     |
| 2012                                                  | 948                                                   | 188                                                   | 128                                                   |
| 2013                                                  | 884                                                   | 159                                                   | 123                                                   |
| 2014                                                  | 918                                                   | 182                                                   | 136                                                   |
| 2015                                                  | 832                                                   | 122                                                   | 140                                                   |
| 2016                                                  | 962                                                   | 160                                                   | 133                                                   |
| 2017                                                  | 841                                                   | 215                                                   | 255                                                   |
| 2018                                                  | 912                                                   | 179                                                   | 130                                                   |
| 2019                                                  | 828                                                   | 214                                                   | 149                                                   |
| 2020                                                  | 509                                                   | 148                                                   | 126                                                   |
| 2021                                                  | -                                                     | -                                                     | -                                                     |
| 2022                                                  | 749                                                   | 250                                                   | 252                                                   |
| 2023                                                  | 824                                                   | 185                                                   | 152                                                   |
| 2024                                                  | 839                                                   | 247                                                   | 243                                                   |

Destelbergen · Drongen · Drongensesteenweg · Gentbrugge · Gent-Dampoort · Gent-Heirnis · Gent-Muide · Gent-Noord · Gent-Oost · Gent-Rabot · Gent-Rodenhuize · Gent-Sint-Pieters · Gent-Waas · Gent-Zeehaven · Gent-Zuid · Halewijn · Ledeberg · Merelbeke · Oostakker · Sint-Amandsberg-Westveld · Sint-Denijs-Westrem · Wondelgem
0,0: Brussel-Noord ·
1,0: Koninklijk Station ·
2,4: Laken ·
3,2: Bockstael ·
4,1: Jette ·
7,6: Sint-Agatha-Berchem ·
8,9: Groot-Bijgaarden ·
11,0: Dilbeek ·
13,7: Sint-Martens-Bodegem ·
15,6: Ternat-Brusselsesteenweg ·
16,7: Ternat ·
20,3: Essene-Lombeek ·
21,9: Liedekerke ·
23,8: Denderleeuw ·
26,7: Erembodegem ·
29,7: Aalst ·
34,5: Lede ·
37,0: Serskamp ·
40,3: Schellebelle ·
43,1: Wetteren ·
46,9: Kwatrecht ·
49,5: Melle ·
52,6: Merelbeke ·
Ledeberg ·
55,6: Gent-Sint-Pieters